# Aleksey Grigoryevich Rodin
Aleksey Grigoryevich Rodin (tiếng Nga: Алексе́й Григо́рьевич Родин; 17 tháng 2 năm 1902 - 27 tháng 5 năm 1955) là một tướng lĩnh và Anh hùng Liên Xô.
Sinh ra trong một gia đình nông dân, Rodin được gia nhập Hồng quân năm 1920. Sau khi chiến đấu trong Nội chiến Nga, ông trở thành một sĩ quan và trở thành chỉ huy lực lượng thiết giáp và cơ giới của Quân đoàn Súng trường số 50 trong Chiến tranh Mùa đông. Sau khi chiến tranh kết thúc, Rodin trở thành Phó tư lệnh Sư đoàn xe tăng 24 và tham gia chiến đấu trong Chiến dịch Baltic và Chiến dịch phòng ngự chiến lược Leningrad. Được trao quyền chỉ huy Lữ đoàn xe tăng 124 vào tháng 9 năm 1941, ông đã chỉ huy đơn vị trong các trận chiến xung quanh Leningrad và trong Chiến dịch tấn công Lyuban. Từ tháng 6 năm 1942, Rodin chỉ huy Quân đoàn xe tăng 26 và đã chỉ huy đơn vị này tham gia Chiến dịch Sao Thiên Vương. Vì những hành động của mình, quân đoàn đã trở thành Quân đoàn xe tăng cận vệ 1 và Rodin đã nhận được danh hiệu Anh hùng Liên Xô. Sau Chiến dịch Stalingrad, ông được thăng chức tư lệnh Tập đoàn quân xe tăng 2 và chỉ huy lực lượng này trong Chiến dịch Kutuzov và Trận sông Dniepr, nhưng lại bị cách chức do đơn vị không có tiến triển và chịu tổn thất nặng nề trong cuộc tiến quân. Vào tháng 9 năm 1943, Rodin trở thành chỉ huy lực lượng thiết giáp và cơ giới của Phương diện quân Tây (sau này là Phương diện quân Belorussia 3), tham gia Chiến dịch Smolensk (1943), Chiến dịch Bagration và Chiến dịch Đông Phổ. Sau chiến tranh, ông trở thành người đứng đầu Cục Huấn luyện Chiến đấu của Binh chủng Thiết giáp và Cơ giới Quân đội Liên Xô trước khi nghỉ hưu vào năm 1954.

## Lịch sử quân hàm
- Thượng úy (1936);
- Thiếu tá (1937);
- Đại tá (09/08/1938);
- Thiếu tướng tăng thiết giáp (05/03/1942);
- Trung tướng tăng thiết giáp (02/04/1943);
- Thượng tướng tăng thiết giáp (15/07/1944)

## Khen thưởng
- Anh hùng Liên Xô (07/02/1943, huân chương “Sao vàng” số 783)[1];
- Hai Huân chương Lenin (7/2 / 1943-30 / 4/1945)[2][3];
- Hai Huân chương Cờ Đỏ (7/2 / 1943-30 / 4/1945);
- Huân chương Suvorov hạng nhất (ngày 19 tháng 4 năm 1945)[4];
- Huân chương Kutuzov hạng nhất (ngày 3 tháng 7 năm 1944)[5];
- Huân chương Suvorov, hạng nhì (ngày 7 tháng 2 năm 1943);
- Huân chương Chiến tranh Vệ quốc hạng nhất (ngày 27 tháng 8 năm 1943)[6];